# Machadobelba serrata
Machadobelba serrata – gatunek roztocza z kohorty mechowców i rodziny Machadobelbidae.
Gatunek ten został opisany w 1979 roku przez Marie Hammer.
Mechowiec o brązowym ciele długości ok. 0,49 mm. Szczeciny rostralne grube i zakrzywione, położone na silnych, zaokrąglonych guzkach. Szczeciny lamellarne i interlamellarne krótkie, grube i owłosione. Pierwsze podotectum o krawędzi piłkowanej. Szczeciny notogastralne owłosione. Szczeciny genitalne występują w liczbie 6 par. Odnóża jednopalczaste.
Gatunek znany tylko z indonezyjskiej wyspy Jawa.